# Palojärvi (sjö i Ilomants, Norra Karelen, 63 N, 30,95 Ö)
Palojärvi är en sjö i kommunen Ilomants i landskapet Norra Karelen i Finland. Den är 3,3 meter djup. Arean är 46 hektar och strandlinjen är 4,27 kilometer lång. Sjön  ingår i Vuoksens huvudavrinningsområde.   Den ligger omkring 74 kilometer nordöst om Joensuu och omkring 450 kilometer nordöst om Helsingfors. 